# Édifice Ernest-Cormier
L'édifice Ernest-Cormier est un édifice patrimonial situé dans le quartier du Vieux-Montréal à Montréal. Construit entre 1922 et 1925 et conçu par les architectes Ernest Cormier et Louis-Auguste Amos, il a été le troisième palais de justice de Montréal.
L'édifice abrite depuis 2005 la Cour d'appel du Québec. La Société québécoise des infrastructures a aussi ses locaux.

## Historique
De 1925 aux années 1970, il servait à traiter les affaires criminelles. De 1975 à 2001, l'édifice abrita le Conservatoire de musique et d'art dramatique du Québec à Montréal. Restauré de 2002 à 2005, il abrite aujourd'hui la Cour d'appel du Québec.
L'édifice Ernest-Cormier a été classé immeuble patrimonial le 13 novembre 2014 par le ministère de la Culture et des Communications.

## Architecture
Il est d'une simplicité classique, avec une imposante colonnade. Sur l'architrave est inscrit en lettres romaines : « FRVSTRA LEGIS AUXILIVM QVAERIT QVI IN LEGEM COMMITTIT » (« Celui qui enfreint la loi cherche son aide en vain »).

## Galerie photographique

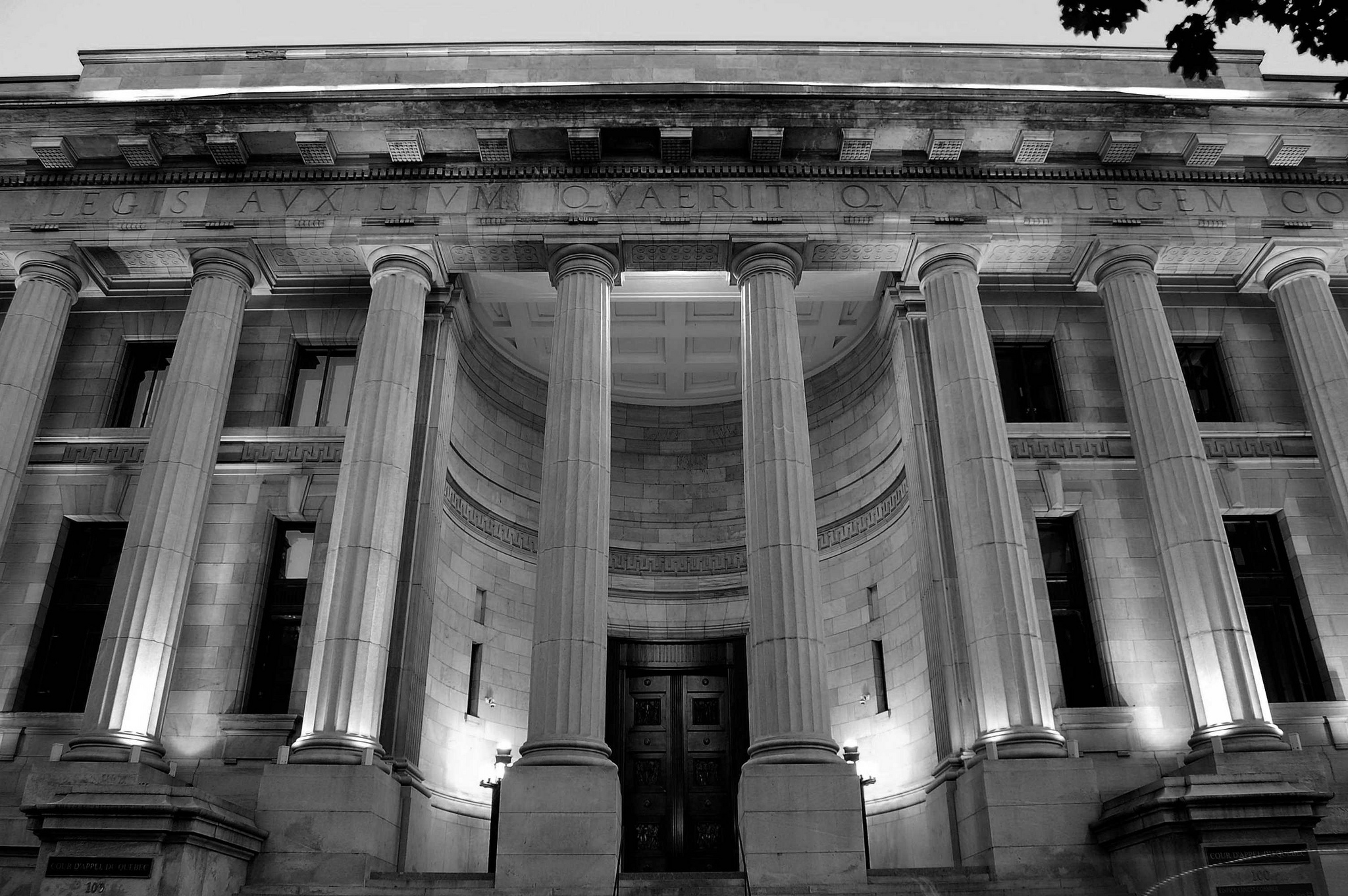
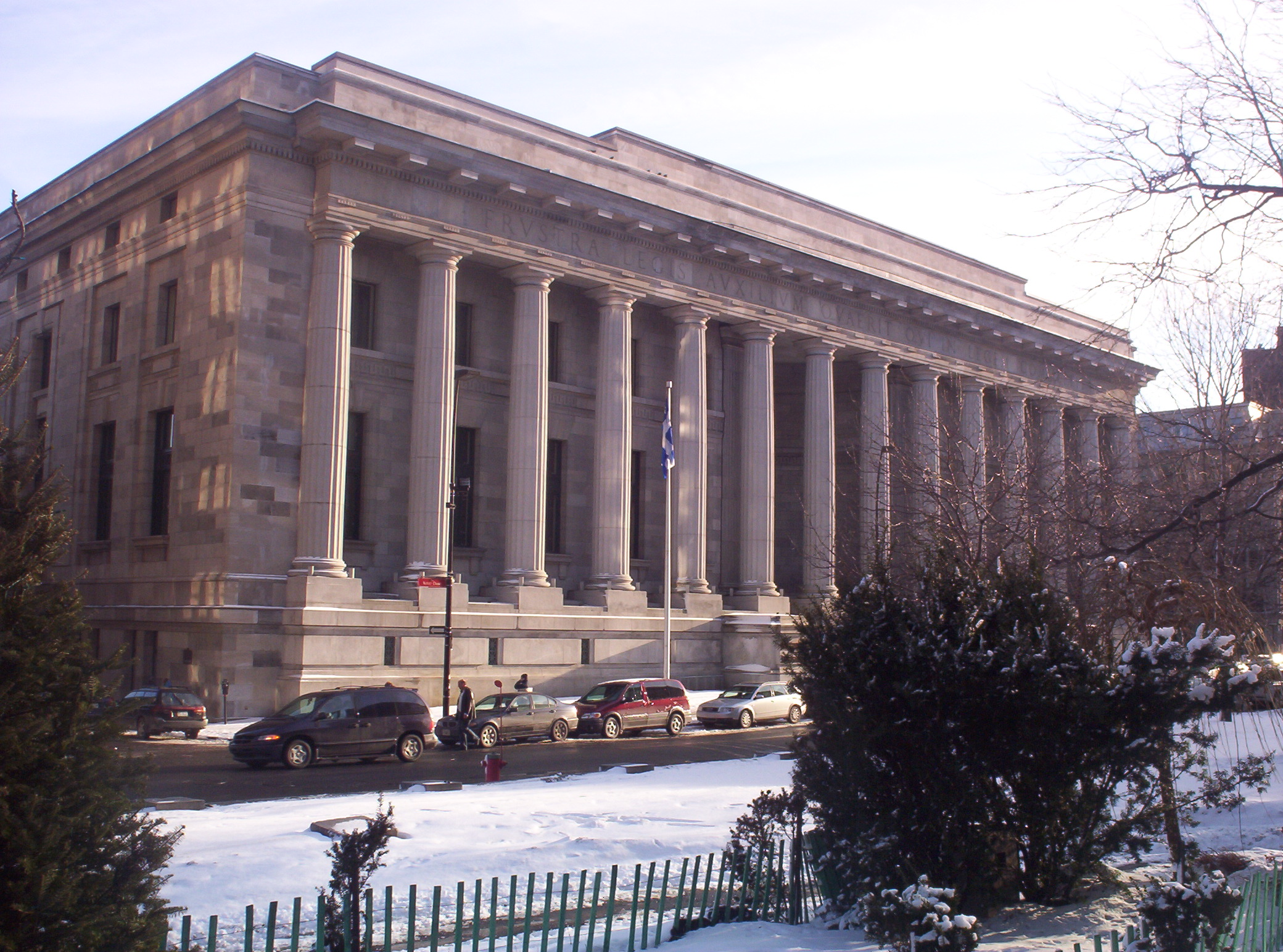
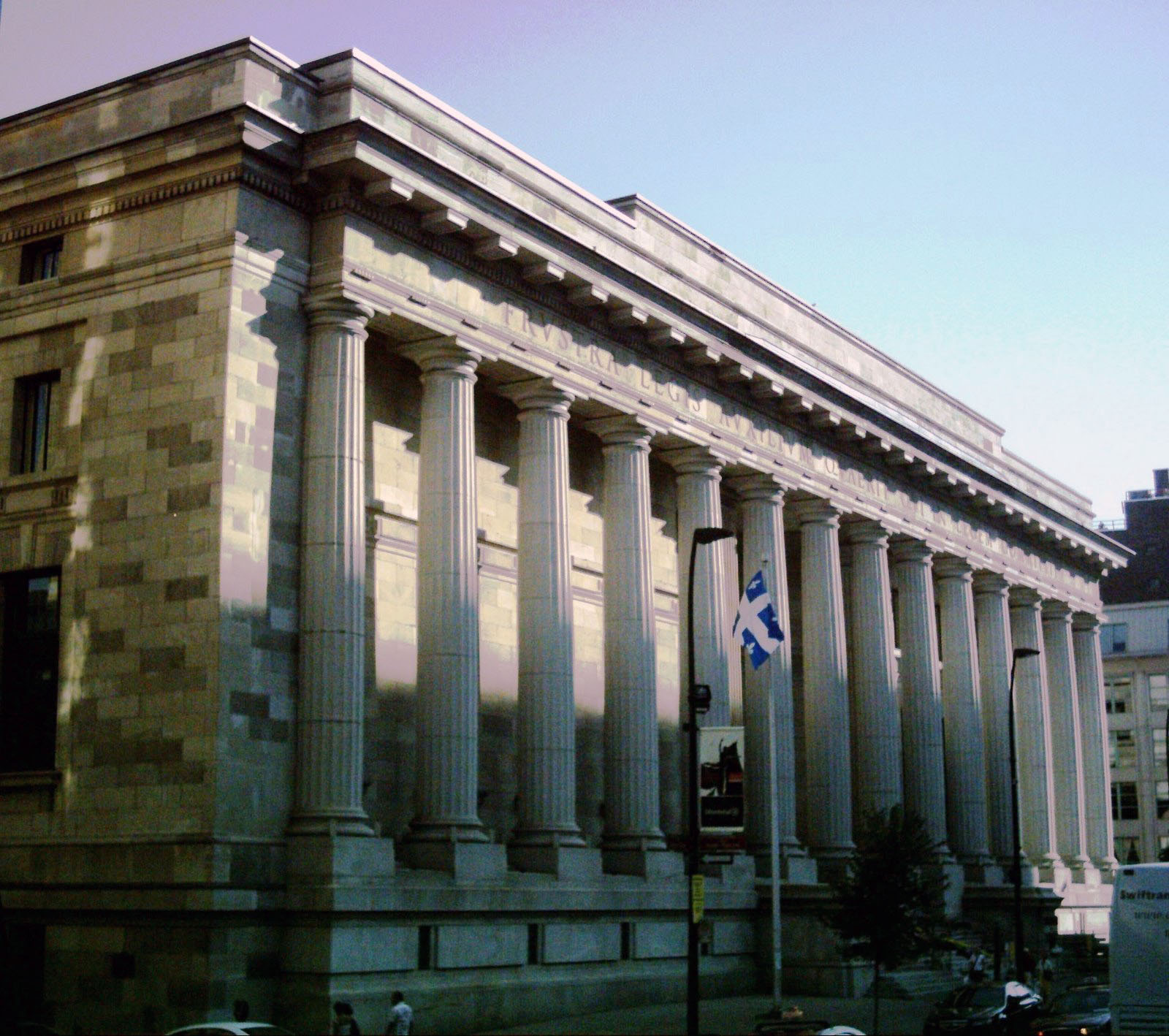